# Gardineria philippinensis
Gardineria philippinensis is een rifkoralensoort uit de familie van de Gardineriidae. De wetenschappelijke naam van de soort is voor het eerst geldig gepubliceerd in 1989 door Cairns.